# マリア・ローザ
マリア・ローザ (Maglia rosa) は、自転車ロードレース・ジロ・デ・イタリアにおいて、個人総合成績1位の選手に与えられる薔薇色（ピンク）のリーダージャージである。各ステージの所要時間を加算し、合計所要時間が最も少なかった選手がマリア・ローザ着用の権利を得る。最終ステージの終了時点でマリア・ローザ着用の権利をもっている選手がジロの総合優勝者となる。
1931年に初めて登場した。ツール・ド・フランスのマイヨ・ジョーヌ同様、ジャージの色は主催者であったスポーツ新聞『ガゼッタ・デロ・スポルト』の紙面の色に由来している。当然、胸には「ガゼッタ」紙の名が大書されていた。ジャージスポンサーは長年、製菓メーカーフェレロの果汁入り紅茶飲料「エスタテ」が務めていたが、2013年以降はピエモンテ州の製菓メーカー「バロッコ」が務め、その後2016年からエネルがスポンサードしている。